# Svatodušní program
Svatodušní program byl jednotný národní program německých politických stran zastoupených v předlitavské Poslanecké sněmovně Říšské rady z roku 1899.

## Vznik Svatodušního programu
Představitelé hlavních německých politických stran nesouhlasili s defenzivní politikou mladočechů a parlamentní pravice. Obviňovali také vládu Franze Thuna z toho, že provádí "slovanskou politiku," a proto ji chtěli svrhnout. Dokud měl vládnout Thunův kabinet, měla pokračovat německá parlamentní obstrukce.
Od konce ledna 1899 tak společně jednali zástupci německé pokrokové strany, německé lidové strany, křesťanskosociální strany, katolické lidové strany, svobodného německého sdružení a ústavověrného statku. Výsledkem těchto jednání byl jednotný národní program uvedených stran. Tento program, schválený a publikovaný ve Vídni dne 21. května 1899, byl přezdívaný Svatodušní program.

## Obsah Svatodušního programu
Svatodušní program byl obsáhlým katalogem "minimálních požadavků" německých stran. Jeho cílem bylo zastavit údajný proces, během kterého byly na úkor Němců uspokojovány požadavky jiných národů. V podstatě se týkal tří hlavních problémových oblastí.
1. Všeobecně národní politické požadavky. Uchování tradičního (vedoucího) postavení Němců, odmítnutí všech státoprávních nároků jiných národů (státní útvar se měl oficiálně jmenovat nikoliv "Předlitavsko," ale "Rakousko"), upravení vztahu s Uhry, posílení spojenectví s Německým císařstvím.
2. Všeobecné zásady pro úpravu jazykové otázky. Zrušení dosavadních jazykových výnosů a nařízení, uznání němčiny jako všeobecného zprostředkovacího jazyka (tj. jazyka říšské rady, všech centrálních úřadů a vnitřního úředního jazyka až na blíže vymezené výjimky).
3. Zvláštní zásady vzhledem k jednotlivým zemím. Pro české země se v programu opakovaly starší projekty dělení a národnostního rozhraničení země na jazykově německé a smíšené území.[4]

## Dopad Svatodušního programu
Sjednocený postup německých stran a jejich nedostatek ochoty zahájit jakékoliv jednání bez předchozího zrušení jazykových nařízení definitivně destabilizovaly pozici Thunovy vlády. Thunova vláda jistou dobu postupovala podle nouzového § 14 prosincové ústavy, který vládě umožňoval vydávat provizorně nařízení s platností zákona. Tato nařízení ale jednak musela být schválena na nejbližším zasedání Říšské rady (což bylo nepravděpodobné), jednak byla velmi nepopulární. Thunova vláda celý program navíc vnímala jako zásadní překážku pro uskutečnění národnostního smíru v Předlitavsku. Protože takováto situace byla dlouhodobě únosná, podal dne 13. září 1899 ministerský předseda Franz Thun demisi. Dne 2. října 1899 pak jeho kabinet vystřídala vláda Manfreda Clary-Aldringena. Čeští liberální politici Svatodušní program jednoznačně odmítli, mladočeští poslanci na Říšské radě k němu vydali zvláštní prohlášení.
Nová vláda Manfreda Clary-Aldringena zrušila již 14. října 1899 platnost Gautschových jazykových nařízení, čímž se v otázce používání jazyků v úřední komunikaci prakticky navrátil stav před 5. duben 1897, kdy byla vydána Badeniho jazyková nařízení. Tento postup se setkal s kladnou odezvou německých politických stran, naopak mladočeši se v Říšské radě uchýlili k obstrukci. Slovanské obyvatelstvo, ačkoliv bylo v Předlitavsku většinovou částí populace na úkor Němců, ztrácelo naději na ochranu svých politických zájmů v mocnářství. Došlo tak k dalšímu odcizení slovanských poddaných, kteří od této chvíle intenzivněji než dříve hledali ochranu svých zájmů v zahraničí a od Vídně už nic pozitivního neočekávali.